# Vandarawella
Vandarawella is een geslacht van hooiwagens uit de familie Assamiidae.
De wetenschappelijke naam Vandarawella is voor het eerst geldig gepubliceerd door Roewer in 1935. 

## Soorten
Vandarawella is monotypisch en omvat slechts de volgende soort:
- Vandarawella bicolor